# Ugyops alecto
Ugyops alecto är en insektsart som beskrevs av Ronald Gordon Fennah 1969. Ugyops alecto ingår i släktet Ugyops och familjen sporrstritar. Inga underarter finns listade i Catalogue of Life.